# 博德金·亞當斯
約翰·博德金·亞當斯（英語：John Bodkin Adams，1899年1月21日—1983年7月4日），英國普通科醫生，曾被控觸犯詐騙罪名成立，並涉嫌涉及多宗連環謀殺案。
在1946年至1956年間，有超過160名接受過他診治的病人在可疑的情況下死亡，其中132人按立遺囑以他為財產繼承人。在1957年，亞當斯被控謀殺其中一名病人，但被控罪名不成立，另一宗謀殺控罪則由控方主動撤回，隨後控方被主審法官派翠克·德富林爵士批評為「濫用程序」，促使國會後來質疑控方處理案件的手法。亞當斯的謀殺聆訊在當時成為世界頭條，並被形容為「歷來最重大的謀殺聆訊之一」和「世紀謀殺聆訊」，鑑於該案當時以「專家證據」試圖證明亞當斯的「謀殺行徑」，因此也被主審法官形容為「獨一無異」。
亞當斯謀殺案的聆訊也對法律界帶來一些影響。其一，該案確立了「雙重效應原則」，意味醫生為減輕病人痛楚而施行的治療，導致不經意地縮短病人壽命，並不構成謀殺。其二，由於亞當斯的審判程序引起公眾熱切關注，促使當局後來修例容許被告提出以閉門形式進行審判程序。其三，雖然被告本人從未被要求親自答辯辯護，但主審法官在總結案件時認為陪審團不應因此對亞當斯存有偏見。
雖然亞當斯被控謀殺罪名不成立，但在隨後的審訊中，卻被控詐取處方西藥、在遺體火化表格上作虛假陳述、妨礙警方搜查、以及未能保管危險藥品登記冊等13項控罪罪名成立，結果在1957年被判從《醫生名冊》除名，不可執業，但經過兩次失敗的申請後，在1961年獲准從《醫生名冊》復名。蘇格蘭場有關亞當斯案的文件原本要保存75年後，到2033年才獲准公開；但經有關當局特件批准後，相關文件得以在2003年提早重見天日。